# René Coty
René Jules Gustave Coty, född 20 mars 1882 i Le Havre, Seine-Maritime, död 22 november 1962 i Le Havre, var en fransk politiker som var Frankrikes 18:e president och furste av Andorra 1954-1959.
Coty var medlem av nationalförsamlingen 1923 - 53 (utom under andra världskriget). Han var återuppbyggnadsminister 1947 - 48 och 1954 blev han Fjärde republikens siste president. 
Han bidrog till de Gaulles makttillträde i maj 1958 genom att hota med sin avgång om inte nationalförsamlingen godtog de Gaulle som regeringschef. Han avgick sedan de Gaulle valts till president i januari 1959. 